# Welcome to the Drama Club
Welcome to the Drama Club — седьмой студийный альбом американской рок-группы Everclear, выпущенный 12 сентября 2006 года на лейбле Eleven Seven Music. Это был первый альбом, в который вошёл новый состав Everclear, сформированный после ухода Крейга Монтойи и Грега Эклунда с предыдущего альбома Everclear, Slow Motion Daydream. Это был также первый альбом после ухода Everclear с Capitol Records. Он получил смешанные отзывы критиков и был неуспешен в коммерческом плане.

## История
На седьмом альбоме Welcome to the Drama Club Арт Алексакис остался единственным оригинальным участником группы, но это не сильно повлияло на его звучание: это все тот же мелодичный гранж, который определял группу со времён Sparkle and Fade. Но если на дебютном альбоме 1995 года Everclear представляли собой стройное пауэр-трио, то на Welcome to the Drama Club — это полноценный квинтет, состоящий исключительно из профессионалов, включая Алексакиса, который давно оставил позади упругий рок-н-ролл, сделавший «Santa Monica» классикой пост-гранжа. Как и в двухчастной «Songs from an American Movie» — амбициозных циклах песен четвёртого и пятого альбомов, которые разрушили коммерческий импульс Everclear, — на этом альбоме рок-песенник с поп-амбициями украсил пластинку многодорожечными гармониями, вихревой психоделией, клавишными, заимствованными из фанка 70-х, случайными банджо и множеством органов.
Альбом был неуспешен в коммерческом плане, в американском  US он занял лишь 169 место

## Отзывы
| Совокупная оценка | Совокупная оценка |
| Источник          | Оценка            |
| ----------------- | ----------------- |
| Metacritic        | (54/100)          |
| Оценки критиков   |                   |
| Источник          | Оценка            |
| 411Mania.com      | (7.5/10)          |
| AllMusic          | [ 1 ]             |
| Blender           | [ 3 ]             |
| The Music Box     | [ 5 ]             |
| PopMatters        | [ 6 ]             |
| Rolling Stone     | [ 7 ]             |
| Slant             | [ 8 ]             |
| Spin              | (6/10)            |

Альбом получил в смешанную реакцию критиков.
Стивен Томас Эрлевайн из Allmusic поставил оценку 3 из 5 звёзд и сказал: «Welcome to the Drama Club получился обтекаемым и чётким, а иногда и слишком упорядоченным для собственного блага. В нём нет ни той нутряной атаки, которая присуща лучшим работам Алексакиса середины 90-х, ни милой беспорядочности его концептуальных альбомов начала века, а значит, он не так привлекателен, как альбомы оригинального трио, поскольку никогда не ощущается таким же непосредственным и человечным, как та группа. Но даже если новый Everclear Алексакиса кажется немного суетливым — слишком суетливым для его песен, которые демонстрируют амбиции, но всегда лучше всего получаются, когда их упрощают, — он все равно остаётся интригующим клубком противоречий с даром зацепить. Юмор у него по-прежнему свинцовый — ханжеская „Hater“ может быть худшим нарушителем здесь, но у неё есть жёсткая конкуренция в лице самомифологизирующейся „A Shameless Use of Charm“ — но его крюки все ещё тяжелы и мелодичны, что делает Welcome to the Drama Club лёгким для прослушивания, даже если он слишком опрятен. По крайней мере, альбом доказывает, что Алексакис не только профессионал, но и выживший: лишившись всех своих старых коллег по группе и прежнего лейбла, он продолжает выпускать музыку, которая является достойным, логическим преемником его оригинальной музыки, даже если она не такая мощная, непосредственная и запоминающаяся».

## Список композиций
Все треки написал Арт Алексакис.
| №   | Название                                                      | Длительность |
| --- | ------------------------------------------------------------- | ------------ |
| 1.  | «Under the Western Stars»                                     | 5:15         |
| 2.  | «Now»                                                         | 3:31         |
| 3.  | «Shine»                                                       | 3:53         |
| 4.  | «Hater»                                                       | 4:15         |
| 5.  | «The Drama King»                                              | 3:51         |
| 6.  | «Glorious»                                                    | 3:44         |
| 7.  | «Taste of Hell»                                               | 4:04         |
| 8.  | «Portland Rain»                                               | 5:34         |
| 9.  | «A Shameless Use of Charm»                                    | 3:35         |
| 10. | «Clean»                                                       | 3:34         |
| 11. | «Broken»                                                      | 4:21         |
| 12. | «Your Arizona Room» (Включает скрытый трек «Beautiful Dream») | 9:27         |